# International Amphitheatre

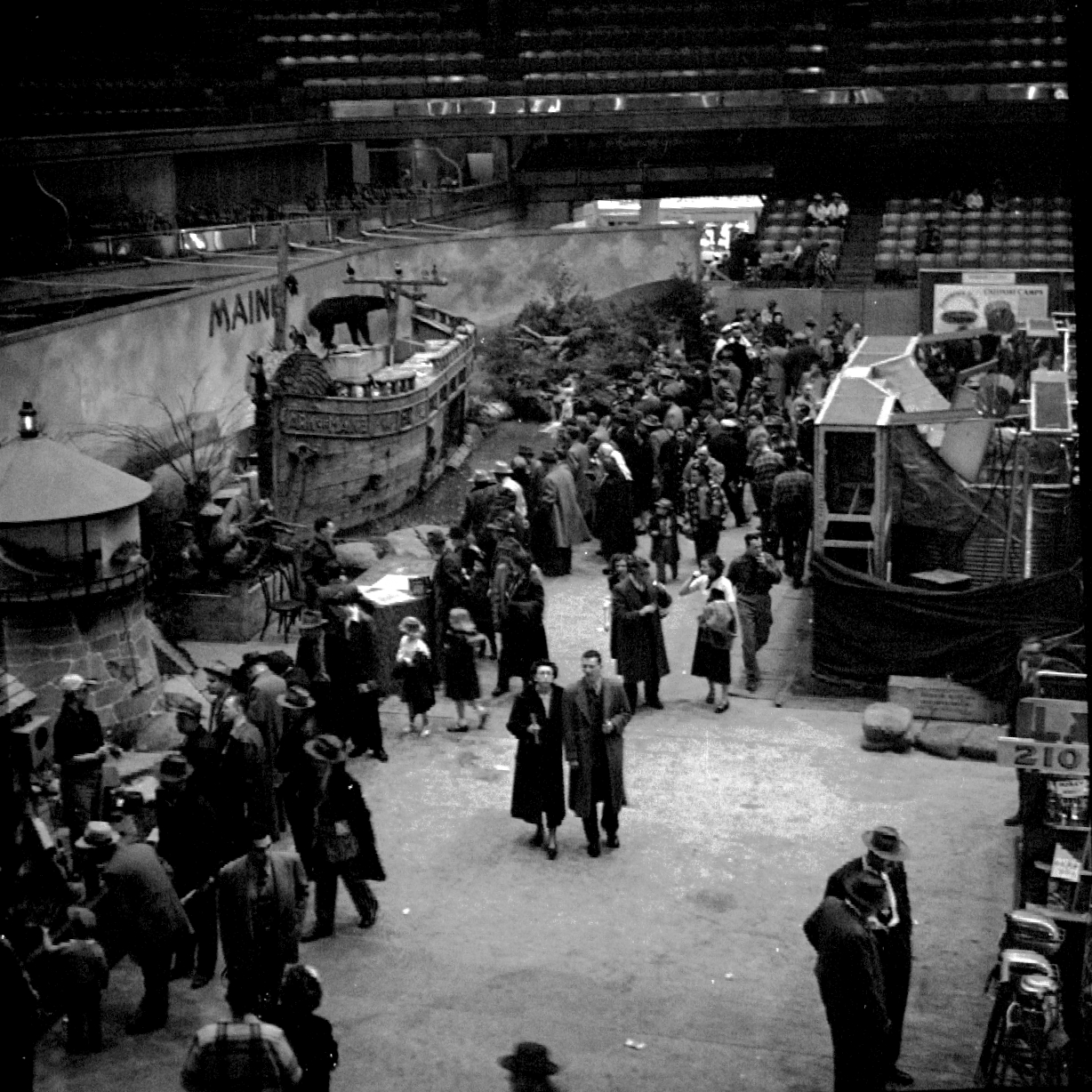
Veranstaltung im International Amphitheatre, 1948.

Das International Amphitheatre war eine Veranstaltungshalle in Chicago, Illinois. 1934 erbaut, wurden in der Halle Sport- und Musikveranstaltungen und Messen. Das Amphitheater war Austragungsort mehrerer Nominierungsparteitage (National Conventions) der Demokratischen und Republikanischen Partei der USA. 
- 1952 Republikanischer Nationaler Konvent
- 1952 Demokratische Nationalversammlung[2]
- 1956 Demokratischer Nationaler Konvent
- 1960 Republican National Convention
- 1968 Demokratische Nationalversammlung

1999 wurde das Gebäude abgerissen.